# Amalfi (ort)
Amalfi är en ort i Colombia.   Den ligger i departementet Antioquía, i den nordvästra delen av landet, 280 km norr om huvudstaden Bogotá. Amalfi ligger 1 544 meter över havet och antalet invånare är 9 733.
Terrängen runt Amalfi är kuperad åt sydost, men åt nordväst är den bergig. Runt Amalfi är det glesbefolkat, med 18 invånare per kvadratkilometer. Det finns inga andra samhällen i närheten. I omgivningarna runt Amalfi växer i huvudsak städsegrön lövskog.